# 席裕福
席裕福（1866年—1931年），字子佩，江蘇省青浦縣朱家角人，祖籍江蘇省吴县洞庭东山。清朝至中華民國時期出版人和企業家。
席裕福的哥哥席裕祺在上海擔任《申报》经理。席裕福則在《申报》創始人英國人安纳斯脱·美查（Ernest Major）创办的点石斋书局工作。1897年，席裕祺去世後，席裕福接替其兄長擔任《申报》经理。1909年，美查準備回國，於是将《申报》賣給席裕福。席裕福接手後，由於《申报》表現不如當時上海另一份報紙《新闻报》，席裕福於1912年又將《申报》賣給史量才等人。
席裕福此後從事图书印刷出版工作，曾出版印刷《九通》、《二十四史》等書籍，在接盤申昌书室和图书集成局後將其改组為集成图书公司。此外席裕福還与朱葆三合资创办大有机器榨油公司。
1924年，席裕福決定退休，將上海的產業全部轉讓給他人，自己回到故鄉朱家角養老。回到朱家角後，席裕福又創建珠安轮船公司，打通朱家角至安亭的輪渡，方便朱家角人民前往沪宁铁路安亭站。1931年，席裕福在朱家角去世。席裕福去世後，于右任撰寫《子佩先生像赞》紀念席裕福。